# Katarina Zavac'ka
Katarina Vitaliïvna Zavac'ka (in ucraino Катаріна Віталіївна Завацька?; Luc'k, 5 febbraio 2000) è una tennista ucraina.

## Carriera
Il 3 febbraio 2020 ha raggiunto la sua migliore posizione nel singolare WTA piazzandosi 103º. Il 14 giugno 2021 ha raggiunto il miglior piazzamento mondiale nel doppio alla posizione n°337.
Nel circuito ITF ha conquistato 9 titoli nel singolare e 2 titoli nel doppio.

## Circuito WTA 125

### Doppio

#### Sconfitte (1)
| N. | Data            | Torneo          | Superficie  | Compagno   | Avversarie in finale                 | Punteggio   |
| 1. | 9 novembre 2024 | Cali Open, Cali | Terra rossa | Tara Würth | Veronika Erjavec Kristina Mladenovic | 2-6, 6(4)-7 |

## Statistiche ITF

### Singolare

#### Vittorie (9)
| Torneo $100.000 (1) |
| Torneo $80.000 (0)  |
| Torneo $75.000 (0)  |
| Torneo $60.000 (2)  |
| Torneo $50.000 (0)  |
| Torneo $40.000 (1)  |
| Torneo $25.000 (2)  |
| Torneo $15.000 (1)  |
| Torneo $10.000 (2)  |

| N. | Data           | Torneo                                         | Superficie      | Avversaria in finale | Punteggio     |
| 1. | 21 giugno 2015 | Telavi Open, Telavi                            | Terra rossa     | Julie Razafindranaly | 6-1, 7-5      |
| 2. | 30 agosto 2015 | Jolie Ville Golf Women's, Sharm el-Sheikh      | Cemento         | Ola Abou Zekry       | 2–6, 6–2, 6–3 |
| 3. | 26 marzo 2017  | Forte Village International Tournament, Pula   | Terra rossa     | Chloé Paquet         | 6–1, 6–3      |
| 4. | 11 marzo 2018  | Internationaux Féminins d'Amiens, Amiens       | Terra rossa (i) | Eléonora Molinaro    | 6–1, 6–2      |
| 5. | 7 luglio 2019  | Torneo Internazionale Regione Piemonte, Biella | Terra rossa     | Mayar Sherif         | 6-1, 6-3      |
| 6. | 14 luglio 2019 | Open 88 Contrexéville, Contrexéville           | Terra rossa     | Ulrikke Eikeri       | 6-4, 6-4      |
| 7. | 4 giugno 2023  | Internazionali Femminili di Brescia, Brescia   | Terra rossa     | Julija Hatoŭka       | 6-4, 6-2      |
| 8. | 8 ottobre 2023 | Lisboa Belém Open, Lisbona                     | Terra rossa     | Gergana Topalova     | 6-3, 2-6, 7-5 |
| 9. | 2 giugno 2024  | Internazionali Femminili di Brescia, Brescia   | Terra rossa     | Varvara Lepchenko    | 6-2, 6-3      |

#### Sconfitte (9)
| Torneo $100.000 (0) |
| Torneo $80.000 (0)  |
| Torneo $75.000 (0)  |
| Torneo $60.000 (5)  |
| Torneo $50.000 (0)  |
| Torneo $40.000 (0)  |
| Torneo $25.000 (3)  |
| Torneo $15.000 (0)  |
| Torneo $10.000 (1)  |

| N. | Data              | Torneo                                       | Superficie  | Avversaria in finale        | Punteggio     |
| 1. | 17 ottobre 2016   | Forte Village International Tournament, Pula | Terra rossa | Vanda Lukács                | 6–0, 1–6, 2–6 |
| 2. | 3 settembre 2017  | Ladies Open Dunakeszi, Dunakeszi             | Terra rossa | Dajana Jastrems'ka          | 0–6, 1–6      |
| 3. | 29 aprile 2018    | Wiesbaden Tennis Open, Wiesbaden             | Terra rossa | Kathinka von Deichmann      | 3–6, 2–6      |
| 4. | 1º settembre 2018 | NEK Ladies Open, Budapest                    | Terra rossa | Iga Świątek                 | 2–6, 2–6      |
| 5. | 23 settembre 2018 | Open GDF SUEZ de Bretagne, Saint-Malo        | Terra rossa | Ljudmila Samsonova          | 0–6, 2–6      |
| 6. | 5 maggio 2019     | Wiesbaden Tennis Open, Wiesbaden             | Terra rossa | Barbora Krejčíková          | 4–6, 6(2)–7   |
| 7. | 23 ottobre 2022   | Loule Open, Loulé                            | Cemento     | Victoria Jiménez Kasintseva | 1–6, 4–6      |
| 8. | 23 aprile 2023    | ForteVillage ITF Trophy, Pula                | Terra rossa | Sara Cakarevic              | 2-6, 4-6      |
| 9. | 27 aprile 2025    | Axion Open, Chiasso                          | Terra rossa | Julia Grabher               | 1-6, 2-6      |

### Doppio

#### Vittorie (2)
| Torneo $100.000 (0) |
| Torneo $80.000 (0)  |
| Torneo $75.000 (0)  |
| Torneo $60.000 (2)  |
| Torneo $50.000 (0)  |
| Torneo $40.000 (0)  |
| Torneo $25.000 (0)  |
| Torneo $15.000 (0)  |
| Torneo $10.000 (0)  |

| N. | Data            | Torneo                                             | Superficie  | Compagna         | Avversarie in finale                 | Punteggio           |
| 1. | 30 aprile 2022  | Zagreb Ladies Open, Zagabria                       | Terra rossa | Anastasia Dețiuc | Lina Ǵorčeska Irina Chromačëva       | 6-4, 6(5)-7, [11-9] |
| 2. | 1º ottobre 2022 | Open Internacional de San Sebastián, San Sebastián | Terra rossa | Aliona Bolsova   | Ángela Fita Boluda Guiomar Maristany | 1-2, rit.           |

#### Sconfitte (1)
| Torneo $100.000 (0) |
| Torneo $80.000 (0)  |
| Torneo $75.000 (0)  |
| Torneo $60.000 (1)  |
| Torneo $50.000 (0)  |
| Torneo $40.000 (0)  |
| Torneo $25.000 (0)  |
| Torneo $15.000 (0)  |
| Torneo $10.000 (0)  |

| N. | Data            | Torneo                                | Superficie  | Compagna           | Avversarie in finale  | Punteggio |
| 1. | 30 gennaio 2021 | Open GDF SUEZ 42, Andrézieux-Bouthéon | Cemento (i) | Paula Kania-Choduń | Lu Jiajing You Xiaodi | 3-6, 4-6  |